# Kościół Najświętszego Serca Pana Jezusa w Nowym Tomyślu
Kościół Najświętszego Serca Pana Jezusa w Nowym Tomyślu – jeden z dwóch kościołów rzymskokatolickich w mieście Nowy Tomyśl, w województwie wielkopolskim. Mieści się przy Placu Fryderyka Chopina. Należy do dekanatu lwóweckiego.
Jest to świątynia poewangelicka wzniesiona w latach 1778-1779 staraniem Feliksa Szołdrskiego w stylu barokowo-klasycystycznym, na planie krzyża greckiego o jednakowych ramionach. Dawniej posiadała wieżę, ale została ona rozebrana w 1940 roku. Budowla murowana i otynkowana. Wnętrze, z emporami typowymi dla kościołów protestanckich, ma dekorację o motywach rokokowych.
W dniu 12 grudnia 1932 roku kościół został uznany za zabytek. W 1946 roku budowla została przejęta przez katolików. Do 1981 roku była używana jako kościół pomocniczy przez parafię Najświętszej Maryi Panny Nieustającej Pomocy w Nowym Tomyślu. Od 1 czerwca 1981 roku budowla służy jako świątynia nowo utworzonej parafii pod wezwaniem Najświętszego Serca Pana Jezusa. 